# 擬鱷龜
擬鱷龜（學名：Chelydra serpentina），是世界最大的淡水龜之一。牠們是大鱷龜的親屬，體型大且攻擊性極強，除了鱷魚外幾乎没有天敵。分布地由加拿大南部至厄瓜多爾，有四個亞種。

## 形態
擬鱷龜的外殼是黑、棕、黃、橘、橄欖色，40至50厘米長，腹甲小而呈十字型。頭部大而喙部锐利。最重可達34-39公斤。

## 生態
擬鱷龜是幾乎全水棲性除產卵和曬太陽外不上岸。夜行性，偏向肉食性的雜食性，捕捉魚類，鳥類，兩棲類，爬行類，小型哺乳類動物，軟體動物，甲殼類，昆蟲。也食腐肉和一些植物。獵食方式是埋伏突襲，攻擊速度很快。牠們位於食物鏈上層，除了鱷魚外幾乎没有天敵。
雄性4-5歲成熟，雌性6-7歲。產25-80個卵，9-18星期後出生（但每個生殖事件的生殖成功率較低。在北方人口中，雌性（大概雄性也是））的成熟年齡要晚些（15至20歲）。
依亞種不同而有不同的體色及肉芽，壽命可達100歲。
擬鱷龜咬合力較鱷龜小的多，但相對的攻擊性比鱷龜強許多，會主動追著獵物跑，對侵略者也有很強的攻擊性。

## 飼養
擬鱷龜不是理想的寵物。牠的脖子很長很靈活，可以咬到殻後部，攻擊的速度很快，咬合的力量可以輕鬆咬斷人的手指。當受到威脅時（離開水時），牠會發出嘶嘶的聲音。但是在水中遇到干擾，通常會悄悄地遠離。
在義大利和日本千葉縣先後發現被棄養的擬鱷龜。

## 保護
2006年擬鱷龜被宣布成紐約州爬行動物。

## 外部連結
- The Snapping Turtle Page - www.chelydra.org （页面存档备份，存于）
- Snapping Turtle - Chelydra serpentina （页面存档备份，存于） Species account from the Iowa Reptile and Amphibian Field Guide
- Common Snapping Turtle, Natural Resources Canada
- Video: How to Help a Snapping Turtle Cross A Road from the Toronto Zoo （页面存档备份，存于）
- Video: Common snapping turtle resting on land （页面存档备份，存于）